# Крегор Зирк
Крегор Зирк (ест. Kregor Zirk; Тарту, 3. јул 1999) естонски је пливач чија специјалност су трке слободним и делфин стилом на 100 и 200 метара. Вишеструки је национални првак и национални рекордер.

## Спортска каријера
Зирк је дебитовао на међународној сцени на светском првенству у руском Казању 2015. где је пливао за естонску штафету на 4×100 слободно која је заузела 22. место у квалификацијама. Годину дана касније по први пут је наступио и на европском сениорском првенству у Лондону, а потом на европском јуниорском првенству у Мађарској осваја и прву медаљу у каријери, бронзу у трци на 50 метара делфин стилом. До нове јуниорске медаље, такође бронзане, долази 2017. на континенталном првенству у Нетанији, овај пут у трци на 100 делфин. Потом се такмичио на светском првенству у Будимпешти где му је најбољи резултат било 12. место у квалификацијама микс штафете на 4×100 мешовито.
На светском првенству у корејском Квангџуу 2019. наступио је у чак пет дисциплина — 100 и 200 делфин (23. и 22. место у квалификацијама), 200 и 400 слободно (26. и 19. место) и у штафети 4×100 мешовито (21. место).